# Plectris scutalis
Plectris scutalis är en skalbaggsart som beskrevs av Blanchard 1850. Plectris scutalis ingår i släktet Plectris och familjen Melolonthidae. Inga underarter finns listade i Catalogue of Life.